# The Amazing Spider-Man: Web of Fire
The Amazing Spider-Man: Web of Fire é um jogo eletrônico de ação e aventura de rolagem lateral desenvolvido pela BlueSky Software e publicado pela Sega em março de 1996, exclusivamente para o acessório 32X na América do Norte. O jogo é baseado no popular super-herói da Marvel Comics, Homem-Aranha e apresenta um enredo no qual a organização terrorista H.Y.D.R.A. e os Novos Enforcers orquestram um plano para envolver a cidade de Nova Iorque sob uma rede elétrica, prendendo seus cidadãos. O Homem-Aranha deve enfrentar cada um dos membros dos Novos Executores, frustrar os planos da organizar e salvar a cidade com a ajuda do Demolidor.
Liderado pelos co-produtores Jerry Huber e Jerry Markota, Web of Fire foi criado pela maior parte da equipe que trabalhou em vários projetos na BlueSky Software, como Vectorman e sua sequência. Foi também o último jogo lançado para a plataforma antes da Sega descontinuar o suporte para o acessório. Por conseguinte, a empresa produziu uma tiragem limitada de cópias. O título teve recepção mista das poucas revistas de videogame e veículos dedicados a jogos que cobriram o jogo, com os críticos divididos em aspectos como apresentação, visual, áudio, controles e jogabilidade. Serviu como o último lançamento licenciado pela Marvel Comics pela Sega até o ano de 2008.

## Jogabilidade
The Amazing Spider-Man: Web of Fire é um jogo de ação e aventura de rolagem lateral, no qual os jogadores controlam o Homem-Aranha por seis estágios numa missão de derrotar organização terrorista HYDRA, que tomou toda a cidade de Nova Iorque e seus cidadãos como reféns, instalando geradores que fizeram uma gigantesca rede elétrica sobre o local, e seus funcionários contratados, os Novos Executores. Cada um dos Novos Enforcers está protegendo os geradores para assegurar os planos da organização. O enredo é explicado por meio de cenas cortadas em estilo jornal. No final dos estágios, o jogador deve enfrentar cada membro dos Novos Enforcers enquanto destrói os geradores. Os chefes são Homem-Dragão, Enguia, Thermite, Blitz e Superadaptoide. Vanisher também aparece, embora não seja um chefe. No menu principal, o jogador tem acesso ao menu de opções onde várias configurações podem ser alteradas, como controles e nível de dificuldade.
O Homem-Aranha pode pular, socar, chutar, agachar, rastejar, escalar certas paredes, balançar em teias e coletar fluido de teia para atirar projéteis contra inimigos, entre outras ações. O Homem-Aranha também pode obter ajuda do Demolidor, resgatando-o no primeiro estágio e coletando itens "DD" espalhados pelos estágios. Outros itens também podem ser coletados, como pacotes de saúde para restaurar a energia. O Homem-Aranha tem três vidas no início do jogo e vidas extras podem ser adquiridas ao longo do progresso, mas quando todas as vidas forem perdidas, o jogo termina, embora o jogador tenha a opção de continuar jogando após morrer.

## Desenvolvimento e lançamento

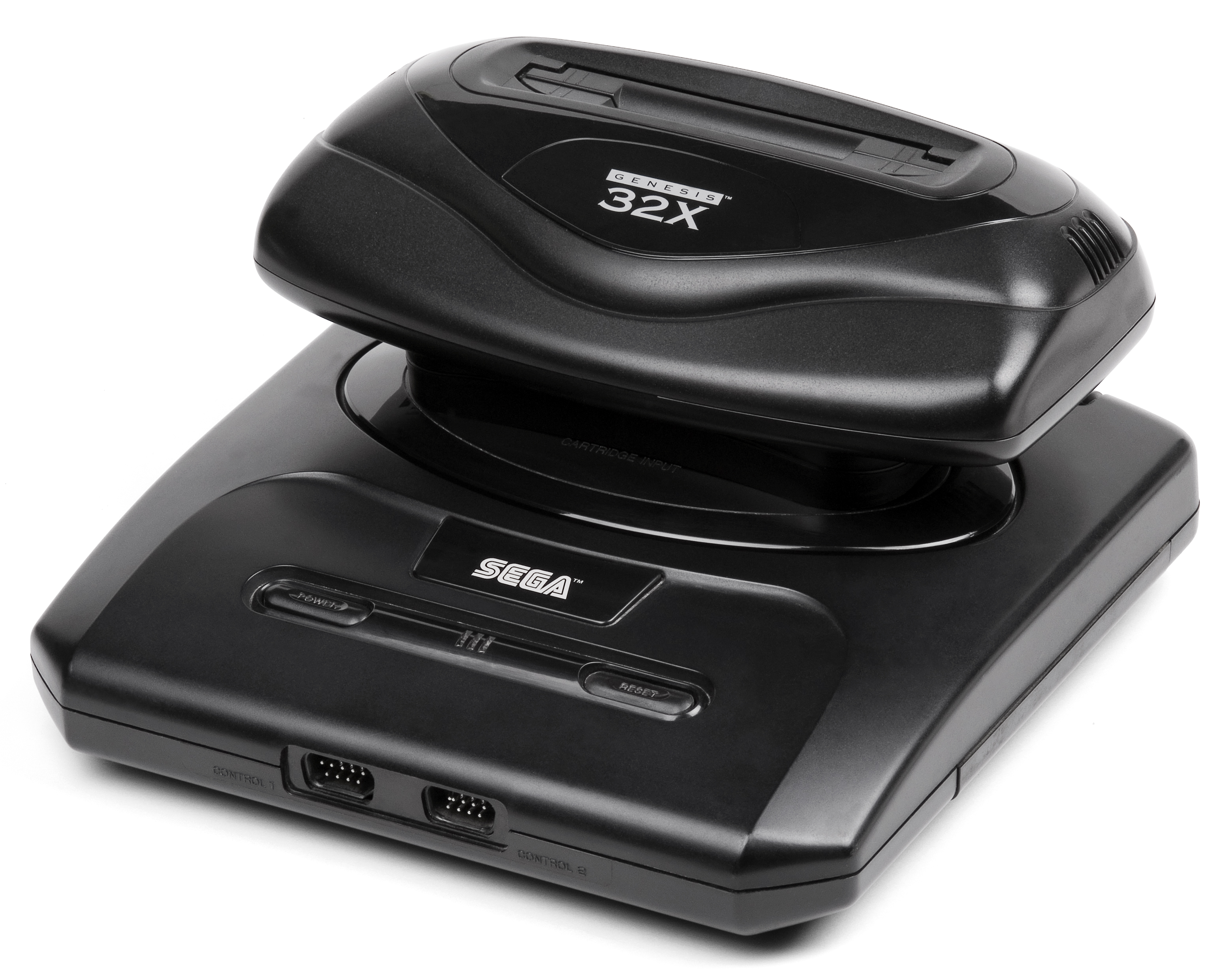
The Amazing Spider-Man: Web of Fire foi o último jogo lançado pela Sega para o 32X na América do Norte

The Amazing Spider-Man: Web of Fire foi criado pela maior parte da equipe que trabalhou em projetos anteriores da BlueSky Software, como Vectorman e sua sequência. Seu desenvolvimento foi liderado pelos co-produtores Jerry Huber e Jerry Markota, com Brian Belfield e Keith Freiheit atuando como programadores principais. A desenvolvedora da Califórnia, Zono, ajudou no design, enquanto vários artistas foram responsáveis pela arte de pixel. Os gráficos dos personagens foram renderizados em estúdios da Silicon Graphics, usando animação com captura de movimento baseada em storyboards da Marvel. A trilha sonora foi co-criada pelos compositores Brian L. Schmidt e Sam Powell.
Web of Fire foi lançado exclusivamente na América do Norte pela Sega em março de 1996, depois que a empresa anunciou que estava abandonando o suporte para o sistema. Foi o último jogo lançado para o 32X na região, com tiragem estimada de 1500 exemplares. Desde então, tornou-se um dos títulos mais caros na plataforma devido à sua tiragem limitada, com cartuchos custando entre 200 e 400 dólares no mercado secundário de colecionadores. Antes do lançamento, foi exibido em eventos como a E3 1995.

## Repercussão e legado
The Amazing Spider-Man: Web of Fire foi amplamente ignorado pela mídia de jogos, talvez em parte pelo lançamento posterior ao anúncio da Sega de que estava deixando de oferecer suporte para o 32X; GamePro e Game Players forneceram apenas análises breves, enquanto outras publicações, como Electronic Gaming Monthly, GameSpot e Next Generation não fizeram nenhuma cobertura além das primeiras visualizações. A GamePro descreveu o jogo como uma "diversão decente de rolagem lateral, com sprites ágeis, muitos movimentos rastejantes e detalhes gráficos finos." A revista ainda complementou dizendo que Web of Fire não desaponta os fãs da Marvel, mas "não eleve o personagem ao panteão dos grandes heróis dos videogames". Por outro lado, o contribuinte da Game Players, Roger Burchill, criticou a falta de inovação do jogo, gráficos inexpressivos e datados, música monótona e sem forma e design de som repetitivo.
Este também serviu como o título final licenciado pela Marvel Comics e publicado pela Sega até o ano de 2008, quando lançaram Iron Man para consoles de sexta e sétima geração, devido a problemas internos entre as empresas.